# Saison 4 de The Unit : Commando d'élite
Chronologie
Saison 3 de The Unit : Commando d'élite
Cet article présente le guide des épisodes de la quatrième saison de la série télévisée The Unit : Commando d'élite.

## Distribution
- Dennis Haysbert : Jonas Blane « Docteur Snake »
- Regina Taylor : Molly Blane
- Scott Foley : Bob Brown « Cool Breeze »
- Audrey Marie Anderson : Kim Brown
- Max Martini : Mack Gerhardt « Dirt Diver »
- Abby Brammell : Tiffy Gerhardt
- Robert Patrick : Tom Ryan  « Blue Iguana » « Dog Patch 06 »
- Michael Irby : Charles Grey « Betty Blue »
- Nicole Steinwedell : Bridget Sullivan « Red Cap »
- Wes Chatham : Sam McBride « Whiplash »

## Épisodes

### Épisode 1:État de siège
- Titre original : Sacrifice
- Numéro(s) : 48 (4-1)
- Scénariste(s) : Frank Military
- Réalisateur(s) : David Mamet
- Acteurs secondaires : Hugh Fitzgerald (Cartwright), Reynaldo Valentin (Sgt. Ross), Benito Martinez (President-Elect Benjamin Castillo), Susan E. Matus (Sgt. Sarah Irvine), Alyssa Shafer (Serena Brown), Danielle Hanratty (Lissy Gerhardt), Sammi Hanratty (Jen Gerhardt), Kavita Patil (Sgt. Kayla Medawar), Maximillian Alexander (MP #1), Matisha Baldwin (MP #2)
- Diffusion(s) : 
  -  États-Unis : le 28 septembre 2008 sur CBS
  -  France : le 5 janvier 2010 sur W9
  -  Belgique : le 14 février 2010 sur La deux
- Synopsis : Les épouses de l'équipe sont évacuées de la base militaire car un danger pourrait s'abattre sur elles. Leurs maris, en mission, essaient de découvrir qui veut assassiner le président ainsi que le vice-président des États-Unis.

### Épisode 2:Vol à main armées
- Titre original : Sudden Flight
- Numéro(s) : 49 (4-2)
- Scénariste(s) : Sharon Lee Watson
- Réalisateur(s) : Steven DePaul
- Acteurs secondaires :
- Diffusion(s) : 
  -  États-Unis : le 5 octobre 2008 sur CBS
  -  France : le 5 janvier 2010 sur W9
  -  Belgique : le 21 février 2010 sur La deux
- Synopsis : Toujours à la recherche de la personne qui a commandité le meurtre du président, l'équipe prend en chasse un scientifique dans un avion.

### Épisode 3:La Loi du business
- Titre original : Sex Trade
- Numéro(s) : 50 (4-3)
- Scénariste(s) : Todd Ellis Kessler
- Réalisateur(s) : Jesús Salvador Treviño
- Acteurs secondaires :
- Diffusion(s) : 
  -  États-Unis : le 12 octobre 2008 sur CBS
  -  France : le 12 janvier 2010 sur W9
  -  Belgique : le 21 février 2010 sur La deux
- Synopsis : L'unité est chargée d'arrêter un homme et de saisir le plutonium qu'il vend pour fabriquer des bombes nucléaires. Jonas doit conclure un marché avec une femme forcée à se prostituer par l'intermédiaire pour arriver à conclure le rendez-vous avec le vendeur. Pendant ce temps, Tiffy a des démêlés dans son nouveau lycée avec un jeune qui veut la séduire et la fait chanter pour arriver à ses fins. Kim a des doutes sur son employeur.

### Épisode 4:Sur le ring
- Titre original : The Conduit
- Numéro(s) : 51 (4-4)
- Scénariste(s) : David Mamet
- Réalisateur(s) : Michael Zinberg
- Acteurs secondaires :
- Diffusion(s) : 
  -  États-Unis : le 19 octobre 2008 sur CBS
  -  France : le 12 janvier 2010 sur W9
  -  Belgique : le 28 février 2008 sur La deux
- Synopsis : Pour les besoins d'une nouvelle mission en Colombie concernant la cocaïne, Bob et Mack sont contraints d'endosser chacun une couverture peu sécurisante. Bob se fait passer pour un professeur de Chimie ayant fait un procédé intéressant les trafiquants. Mack joue un personnage obligé de recourir à des combats clandestins pour sortir du pays. Pendant ce temps, à la base, les épouses tentent de couvrir Tiffy.

### Épisode 5:Amazones
- Titre original : Dancing Lessons
- Numéro(s) : 52 (4-5)
- Scénariste(s) : Lynn Mamet, Ted Humphrey
- Réalisateur(s) : Steve Gomer
- Acteurs secondaires :
- Diffusion(s) : 
  -  États-Unis : le 26 octobre 2008 sur CBS
  -  Belgique : le 28 février 2010 sur La deux
- Synopsis : Un scientifique nucléaire mourant refuse de donner des informations à l'unité sur une attaque terroriste tant que sa famille n'est pas en sécurité au Mexique. Jonas et les épouses se concentrent sur leur mission  chacun à leur façon.

### Épisode 6:Le Bout du tunnel
- Titre original : Inquisition
- Numéro(s) : 53 (4-6)
- Scénariste(s) : Patrick Moss, Shannon Rutherford
- Réalisateur(s) : David Paymer
- Acteurs secondaires :
- Diffusion(s) : 
  -  États-Unis : le 2 novembre 2008 sur CBS
  -  Belgique : le 28 février 2010 sur La deux
- Synopsis : Mack essaie d'avoir des informations sur l'aventure de Tiffy et du colonel Ryan. L'équipe essaie de convaincre un homme de laisser tomber ses complices en lui faisant croire que l'attaque terroriste a déjà eu lieu.

### Épisode 7:Jamais sans ma fille (1/2)
- Titre original : Into Hell (part 1)
- Numéro(s) : 54 (4-7)
- Scénariste(s) : Daniel Voll
- Réalisateur(s) : Krishna Rao
- Acteurs secondaires : Angel Wainwright (Betsy Blane)
- Diffusion(s) : 
  -  États-Unis : le 9 novembre 2008 sur CBS
  -  Belgique : le 7 mars 2010 sur La deux
- Synopsis : Jonas et son équipe se rendent en Irak pour sauver Betsy Blane retenue en otage. Mais tout ne se passe pas comme prévu quand Mack et Tom doivent faire équipe.

### Épisode 8:Jamais sans ma fille (2/2)
- Titre original : Into Hell (part 2)
- Numéro(s) : 55 (4-8)
- Scénariste(s) : Frank Military
- Réalisateur(s) : Fred Gerber
- Acteurs secondaires : Angel Wainwright (Betsy Blane)
- Diffusion(s) : 
  -  États-Unis : le 16 novembre 2008 sur CBS
  -  Belgique : le 7 mars 2010 sur La deux
- Synopsis : L'équipe se retrouve en Syrie, toujours dans le but de sauver Betsy.

### Épisode 9:Les Cavaliers de l'ombre
- Titre original : Shadow Riders
- Numéro(s) : 56 (4-9)
- Scénariste(s) : Sharon Lee Watson
- Réalisateur(s) : Vahan Moosekian
- Acteurs secondaires :
- Diffusion(s) : 
  -  États-Unis : le 23 novembre 2008 sur CBS
  -  Belgique : le 7 mars 2010 sur La deux
- Synopsis : Dans le but de faire signer une trêve entre deux tribus afghanes, l'unité a pour mission d'accompagner une jeune femme jusqu'à son futur mari. Bob et Kim travaillent ensemble pour entrer en contact avec Isaac Reed qui pourrait travailler avec des terroristes.

### Épisode 10:Nom de code: Anthrax
- Titre original : Mislead and Misguided
- Numéro(s) : 57 (4-10)
- Scénariste(s) : Todd Ellis Kessler
- Réalisateur(s) : Steven DePaul
- Acteurs secondaires :
- Diffusion(s) : 
  -  États-Unis : le 30 novembre 2008 sur CBS
  -  Belgique : le 14 mars 2010 sur La deux
- Synopsis : L'équipe a pour mission de détruire un laboratoire produisant de l'anthrax. Sur place, elle se retrouve à la merci d'un fonctionnaire du ministère de la Défense (Metz) qui les a  accompagnés pour chapeauter l'équipe et doit improviser. Kim, elle, est en danger depuis qu'elle a découvert le métier de son «patron».

### Épisode 11:Le Salaire de la peur
- Titre original : Switchblade
- Numéro(s) : 58 (4-11)
- Scénariste(s) : David Mamet
- Réalisateur(s) : Oz Scott
- Acteurs secondaires :
- Diffusion(s) : 
  -  États-Unis : le 21 décembre 2008 sur CBS
  -  Belgique : le 14 mars 2010 sur La deux
- Synopsis : Pendant que Jonas, Mack et Bob sont détournés lors leur retour, accompagnés par Metz, pour une mission de sauvetage dans un pays africain, Charles fait la connaissance d'une mystérieuse jeune femme, qui l'attire.

### Épisode 12:Poker menteur
- Titre original : Bad Beat
- Numéro(s) : 59 (4-12)
- Scénariste(s) : Ted Humphrey
- Réalisateur(s) : Bill L. Norton
- Acteurs secondaires :
- Diffusion(s) : 
  -  États-Unis : le 4 janvier 2009 sur CBS
  -  Belgique : le 14 mars 2010 sur La deux
- Synopsis : L'équipe se rend à Macao, pour assister Jonas qui doit participer à une partie de poker un peu particulière. Bob, qui l'accompagne, se retrouve en danger. Pendant ce temps, Ryan fait appel à Kim pour qu'elle fasse parler Isaac.

### Épisode 13:La Lance du destin
- Titre original : The Spear of Destiny
- Numéro(s) : 60 (4-13)
- Scénariste(s) : Lynn Mamet, Benjamin Daniel Lobato
- Réalisateur(s) : Scott Foley
- Acteurs secondaires :
- Diffusion(s) : 
  -  États-Unis : le 11 janvier 2009 sur CBS
  -  Belgique : le 21 mars 2010 sur La deux
- Synopsis : Jonas prend en charge Mack, sérieusement blessé à la tête lors d'un saut en parachute en retour d'opération. Il trouve refuge dans un monastère où il lui est ordonné de voler un objet très précieux gardé par les moines, condition de leur évacuation. À Washington, on ordonne à Bob d'exécuter une mission qui révélera le côté obscur de son travail à Kim.

### Épisode 14:Un homme à abattre
- Titre original : The Last Nazi
- Numéro(s) : 61 (4-14)
- Scénariste(s) : David Mamet
- Réalisateur(s) : Michael Offer
- Acteurs secondaires :
- Diffusion(s) : 
  -  États-Unis : le 15 février 2009 sur CBS
  -  Belgique : le 21 mars 2010 sur La deux
  -  France : le 18 juin 2011 sur M6
- Synopsis : Le Président ordonne à l'Unité de capturer un criminel de guerre nazi et de le livrer à La Haye. À Washington, Tom Ryan se trouve confronté à son passé quand on lui offre une promotion.

### Épisode 15:L'Art du mensonge
- Titre original : Hero
- Numéro(s) : 62 (4-15)
- Scénariste(s) : R. Scott Gemmill, Randy Huggins
- Réalisateur(s) : Terrence O'Hara
- Acteurs secondaires :
- Diffusion(s) : 
  -  États-Unis : le 8 mars 2009 sur CBS
  -  Belgique : le 21 mars 2010 sur La deux
- Synopsis : Pendant que Jonas coache Betsy pour sa tournée médiatique, l'Unité introduit un nouveau membre dans l'équipe, qui se rend à Manille sur les traces du possible tueur d'Hector.

### Épisode 16:Asphyxie
- Titre original : Hill 60
- Numéro(s) : 63 (4-16)
- Scénariste(s) : Ted Humphrey, Tim Clemente
- Réalisateur(s) : James Whitmore Jr
- Acteurs secondaires :
- Diffusion(s) : 
  -  États-Unis : le 15 mars 2009 sur CBS
  -  Belgique : le 28 mars 2010 sur La deux
- Synopsis : Incapables de communiquer avec le monde extérieur, les soldats de l'Unité et leur famille doivent faire face à la menace : un nuage de chlore mortel empoisonne toute la région. Chaque protagoniste doit faire face où il se trouve.

### Épisode 17:De chair et de sang
- Titre original : Flesh and Blood
- Numéro(s) : 64 (4-17)
- Scénariste(s) : Lynn Mamet, Pete Blaber
- Réalisateur(s) : Dennis Haysbert
- Acteurs secondaires :
- Diffusion(s) : 
  -  États-Unis : le 22 mars 2009 sur CBS
  -  Belgique : le 28 mars 2010 sur La deux
- Synopsis : Pendant que l'Unité se bat pour sauver le vieil ami de Jonas, une panne de réservoir et des guérilleros vont les empêcher de mener à bien leur mission. Tom emploie les grands moyens pour soutirer des informations à une ancienne alcoolique dont le mari a pu être à l'origine d'une attaque terroriste : le patron d'Isaac Reed.

### Épisode 18:Les Dessous de la mariée
- Titre original : Best Laid Plans
- Numéro(s) : 65 (4-18)
- Scénariste(s) : Benjamin Daniel Lobato, Patrick Moss
- Réalisateur(s) :Dean White
- Acteurs secondaires :
- Diffusion(s) : 
  -  États-Unis : le 29 mars 2009 sur CBS
  -  Belgique : le 28 mars 2010 sur La deux
- Synopsis : Jonas et Mac recherchent les terroristes qui ont tué le vice-président, mais la mission tourne mal, ce qui force Bob à intervenir.

### Épisode 19:Whiplash
- Titre original : Whiplash
- Numéro(s) : 66 (4-19)
- Scénariste(s) : Dan Hindmarch
- Réalisateur(s) : Seth Wiley
- Acteurs secondaires :
- Diffusion(s) : 
  -  États-Unis : le 12 avril 2009 sur CBS
  -  Belgique : en 2010 sur La deux
- Synopsis : L'Unité est en butte à des problèmes internes, alors que Mack résout un rapt d'enfant.

### Épisode 20:La Théorie du chaos
- Titre original : Chaos Theory
- Numéro(s) : 67 (4-20)
- Scénariste(s) : Sharon Lee Watson
- Réalisateur(s) : Gwyneth Horder-Payton
- Acteurs secondaires :
- Diffusion(s) : 
  -  États-Unis : le 26 avril 2009 sur CBS
  -  Belgique : en 2010 sur La deux
- Synopsis : Jonas et Bob sont chargés d'extraire une mallette d'un laboratoire chinois. Mack et Tiffy sont à la recherche de Lissy qui a disparu après un rendez-vous.

### Épisode 21:Bons baisers de Russie
- Titre original : Endgame
- Numéro(s) : 68 (4-21)
- Scénariste(s) : Ted Humphrey
- Réalisateur(s) : Lesli Linka Glatter
- Acteurs secondaires :
- Diffusion(s) : 
  -  États-Unis : le 3 mai 2009 sur CBS
  -  Belgique : le 11 avril 2010 sur La deux
- Synopsis : Tandis que Jonas traque une cellule terroriste russe, Molly est enlevée et utilisée comme appât. L'Unité découvre alors que Sam est impliqué dans l'enlèvement de Molly.

### Épisode 22:Jusqu'à ce que la mort nous sépare
- Titre original : Unknown Soldier
- Numéro(s) : 69 (4-22)
- Scénariste(s) : Todd Ellis Kessler
- Réalisateur(s) : Vahan Moosekian
- Acteurs secondaires :
- Diffusion(s) : 
  -  États-Unis : le 10 mai 2009 sur CBS
  -  Belgique : le 11 avril 2010 sur La deux
- Synopsis : L'Unité doit localiser trois jeux de bombes qui se dirigent vers des zones inconnues à travers les États-Unis. L'équipe se prépare également pour un mariage et peut être la fin d'un autre.